# Макоси Мусамбаси
Макоси Мусамбаси (на английски: Makosi Musambasi) е британска актриса и модел от Зимбабве. Участва няколко пъти в шоуто Биг Брадър.

## Биография
Макоси Мусамбаси е родена на 24 септември 1980 година в Хараре, Зимбабве.

## Филмография
- 2008 – Dead Set
- 2008 – Cash and Curry